# ブラインド・フィアー
『ブラインド・フィアー』（原題: Penthouse North、別題: Atrapada en la oscuridad、Blindsided）は、2013年のアメリカ合衆国のスリラー映画。

## ストーリー
アフガニスタンでの取材中、自爆テロで両目の視力を失った報道カメラマンのサラは、恋人のライアンの支えもあり、今は不自由ながらも幸せな毎日を送っていた。しかし、その年の大晦日、二人が住むアパートの最上階にあるペントハウスに二人組の男が侵入。ライアンは殺害され、サラも拘束されてしまう。男たちは、ライアンが横取りしたという20億ドルを渡すようサラに迫る。全く身に覚えがない彼女は、男たちの隙をついて必死に外部に助けを求めるのだった。

## キャスト
※括弧内は日本語吹替
- サラ・フロスト - ミシェル・モナハン（藤本喜久子）： 自爆テロに巻き込まれ盲目となった女性。
- ホランダー - マイケル・キートン（菅生隆之）： 侵入者。
- チャド - バリー・スローン（英語版）（竹内良太）： ホランダーの部下。
- ライアン - アンドリュー・ウォーカー（英語版）（松本忍）： サラの恋人。
- ブレイク - カニエティーオ・ホルン（英語版）（佐古真弓）： サラの妹。出産間近。
- ダニー - トレヴァー・ヘイズ（野沢聡）： ブレイクの夫。警官。
- アントニオ - フィリップ・ジャレット（杉村憲司）： サラの住むアパートの管理人。
- 軍曹 - ティモシー・ポール・コデール（山岸治雄）